# Orbita a ferro di cavallo

Sun·
Earth·
(419624) 2010 SO16

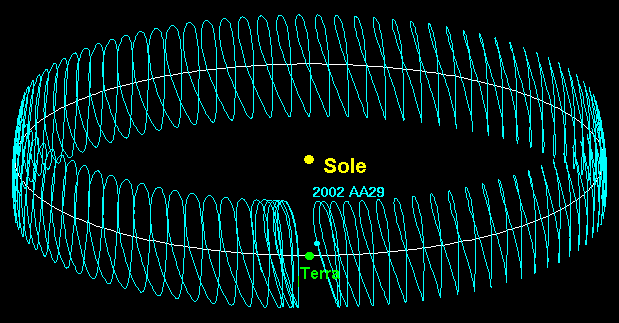
L'orbita dell'asteroide 2002 AA29 in un arco di tempo di 95 anni

Un'orbita a ferro di cavallo è un movimento orbitale apparente di un corpo celeste rispetto ad un altro.
La forma a ferro di cavallo dell'orbita appare quando un osservatore su un corpo orbitante (ad esempio sulla Terra) guarda i movimenti di un altro corpo orbitante (ad esempio un asteroide) che ha un periodo orbitale simile al suo ma con eccentricità maggiore. In questo esempio, il percorso apparente dell'asteroide assume una forma a fagiolo. Il contorno del fagiolo non è però una linea chiusa, ma si sposta lentamente in avanti (o indietro) ogni volta, così che il punto centrale di quel movimento appare spostarsi uniformemente lungo l'orbita della Terra in un ampio periodo di tempo. Quando l'oggetto si avvicina alla Terra, ad una delle due estremità, la sua direzione apparente cambia. Nell'arco di un intero ciclo, il centro del movimento traccia idealmente un ferro di cavallo, con la Terra tra i corni.
Alcuni asteroidi, 3753 Cruithne, 54509 YORP, (85770) 1998 UP1, 2002 AA29 e 2003 YN107, occupano un'orbita di questo tipo rispetto alla Terra. 

Due satelliti di Saturno, Epimeteo e Giano, occupano un'orbita di questo tipo uno rispetto all'altro. 

## Spiegazione del movimento

### Premessa
L'esempio che segue si riferisce ad un asteroide in orbita attorno al Sole e che è influenzato dalla gravità terrestre. L'asteroide ha quasi lo stesso periodo orbitale della Terra, entrambi impiegano circa un anno a compiere una rivoluzione attorno al Sole. 
È necessario ricordare due regole delle dinamiche orbitali:
1. Un corpo celeste più vicino al Sole è più veloce di uno più lontano. (vedi velocità orbitale e la seconda legge di Keplero).
2. Se un corpo lungo la propria orbita accelera, l'orbita si sposta verso l'esterno. Se decelera, si sposta verso l'interno.

La Terra cambia la forma dell'orbita ellittica dell'asteroide. I cambiamenti sono molto piccoli ma si tramutano in cambiamenti significativi con riferimento alla Terra.
Il ferro di cavallo diventa visibile mappando il movimento dell'asteroide sia rispetto alla Terra che rispetto al Sole. L'asteroide, ovviamente, non cambia veramente direzione, orbita intorno al Sole sempre nello stesso verso.

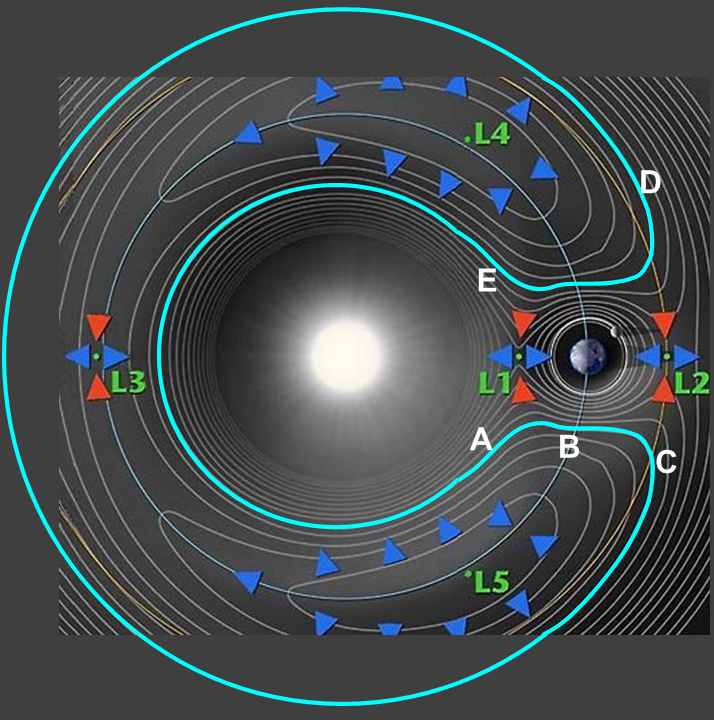
Figura 2. Nell'immagine entrambe le orbite sono in senso antiorario

### Fasi dell'orbita
Con riferimento alla figura 2 a lato, il punto A è la posizione di inizio di questo esempio. L'asteroide si trova su un'orbita più interna, e quindi si muoverà ad una velocità orbitale superiore rispetto a quella della Terra, tra il punto L5 di Lagrange e il pianeta. L'asteroide sta quindi per superare la Terra, passandole di fianco, ma a questo punto la gravità terrestre gli imprime un'accelerazione diretta all'esterno, tirandolo in un'orbita più esterna e, contro intuitivamente, rallentandolo.
Quando l'asteroide è al punto B, sta orbitando alla stessa velocità della Terra. La gravità terrestre tuttavia continua a imprimere sullo stesso un'accelerazione lungo il percorso orbitale comune, trascinandolo su un'orbita più esterna. 
Al punto C, l'asteroide ha raggiunto la posizione più esterna possibile. La sua velocità orbitale è ora minore rispetto a quella della Terra, rimanendo indietro lungo l'orbita. L'asteroide trascorrerà quindi del tempo rimanendo indietro rispetto alla Terra.
Giunto al punto D, il corpo sta per essere superato dalla Terra, ma la gravità di quest'ultima imprime una riduzione della velocità dell'asteroide la cui conseguenza è un'orbita più interna. Tornando ad avere una velocità orbitale maggiore di quella terrestre, l'asteroide inizia ad allontanarsi dalla Terra, rimanendo lungo la nuova orbita finché non giungerà di nuovo al punto A.